# Gammil
Gammilul este o unitate neconvențională de concentrație definită ca un miligram pe litru. A fost introdus de către biochimistul irlandez Edward J. Conway (1894–1965) în anul 1946.